# Monika Jeremicz
Monika Jeremicz (ur. 22 marca 1974 w Puławach) – polska aktorka teatralna.
W latach 1999–2010 występowała w Teatrze Żydowskim w Warszawie (w tym od 1999 do 2001 jako adept). W 2000 ukończyła Studium Aktorskie przy Teatrze Żydowskim w Warszawie. W 2002 otrzymała dyplom aktora dramatu.
Pomysłodawca i twórca Centrum Eventów. Autorka programów „Sztuka aktorska w komunikacji” oraz „Rozwijaj swój potencjał i osobowość dzięki sztuce aktorskiej”. Trener rozwoju osobistego, Coach.

## Kariera
| Aktorka teatralna Teatr Żydowski w Warszawie - 2008: W nocy na starym rynku. Gorączka jesiennej nocy - 2006: Tradycja - 2006: Zaczarowany krawiec - 2006: Sen o Goldfadenie - 2004: Śpiąca Królewna - 2003: Królewna Śnieżka - 2002: Kopciuszek - 2002: Skrzypek na dachu - 2001: Monisz, czyli szatan... | Aktorka filmowa - 2006: Daleko od noszy - 2001: Przedwiośnie - 1997–2009: Klan - 2021: Na dobre i na złe |